# 朱雀 (渤海)
朱雀（すざく）は、渤海の元号。大言義の治世で用いられた。813年 - 817年。

## 西暦等との対照表
| 朱雀 | 元年  | 2年   | 3年    | 4年    | 5年    |
| 西暦 | 813年 | 814年 | 815年  | 816年  | 817年  |
| 干支 | 癸巳  | 甲午  | 乙未   | 丙申   | 丁酉   |
| 唐   | 元和8 | 元和9 | 元和10 | 元和11 | 元和12 |
| 日本 | 弘仁4 | 弘仁5 | 弘仁6  | 弘仁7  | 弘仁8  |

## 他の王朝
- 新羅 : 憲徳王5年 - 9年